# 6792 Akiyamatakashi
6792 Akiyamatakashi è un asteroide della fascia principale. Scoperto nel 1991, presenta un'orbita caratterizzata da un semiasse maggiore pari a 2,3751378 UA e da un'eccentricità di 0,2437946, inclinata di 3,70089° rispetto all'eclittica.